# Mary Agnes Yerkes

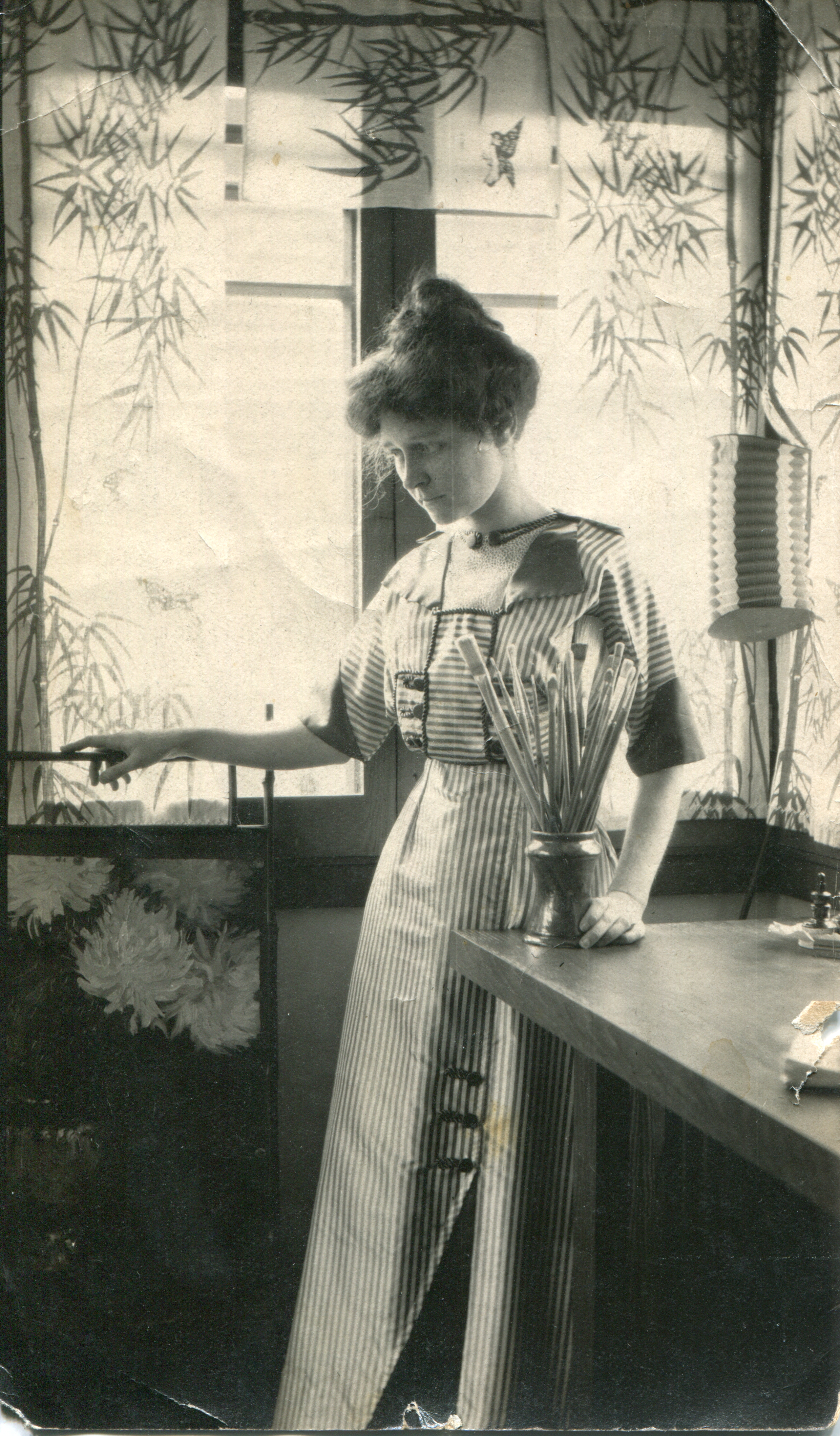
Mary Agnes in haar studio

Mary Agnes Yerkes, (Oak Park, 9 augustus 1886 – San Mateo, 8 november 1989), was een Amerikaanse impressionistische schilder, fotografe en ambachtsvrouw. 

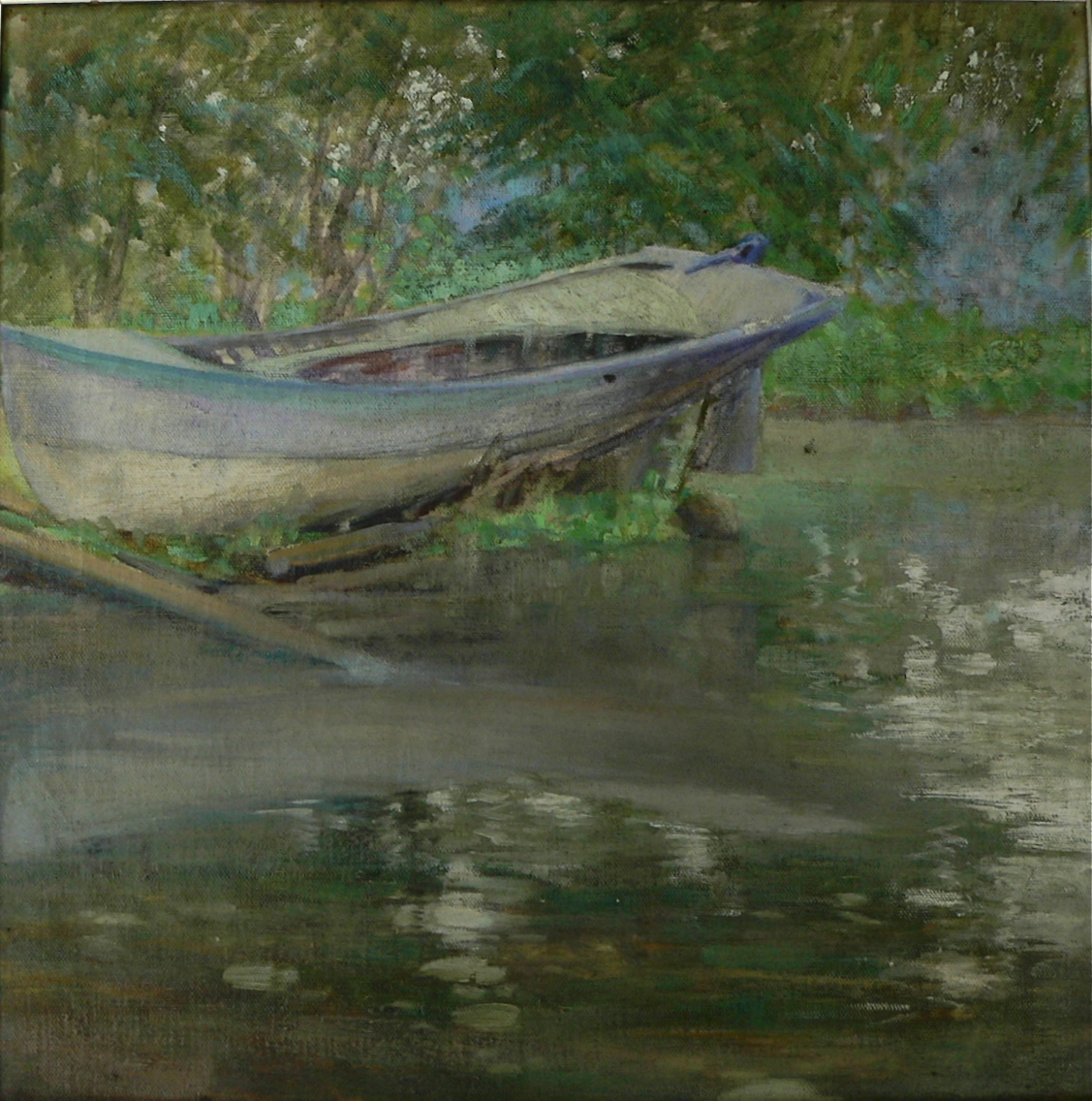
The Blue Boat, 1922

Ze schilderde met olie, pastel en aquarel. Daarnaast maakte ze meubels, tapijten en kleding. Haar carrière werd onderbroken door de Grote Depressie. Vaak maakte ze trektochten door het westen van de Verenigde Staten en de Nationale Parken, om midden in de natuur te schilderen.